# WordPad
WordPad is een eenvoudige tekstverwerker die standaard werd meegeleverd met Microsoft Windows van Windows 95 tot Windows 11 24H2. Het is uitgebreider dan Notepad, maar niet zo uitgebreid als Microsoft Office Word.
Het heeft de functionaliteit voor het vormen en printen van tekst, maar het mist meer geavanceerde functies zoals spelling- en grammaticacontrole of thesaurus-suggesties. In die hoedanigheid is het bruikbaar voor het schrijven van informele brieven of korte schrijfsels, maar minder geschikt voor taken zoals lange rapporten (die vaak afbeeldingen bevatten) of lange schrijfsels, zoals boeken of manuscripten.
WordPad ondersteunt het Rich Text Format ("rijk" tekstformaat). Dit bestandstype is de standaard die de tekstverwerker gebruikt voor het opslaan en laden van bestanden. Het ondersteunt ook "Word for Windows 6.0", een oudere versie van het Microsoft Word-bestandstype.
Wordpad werd geïntroduceerd in Windows 95, waardoor het Windows Write verving, dat tot dan toe de tekstverwerker was die standaard bij Windows (versie 3.1 en lager) was geïnstalleerd.
Officieel is WordPad, tot op heden, het enige Microsoft-programma dat het lezen (of, beter gezegd, het importeren) van WRI-bestanden, geproduceerd door Windows Write, ondersteunt. De tekstverwerker kan echter niet opslaan in het WRI-bestandsformaat.
De broncode van WordPad is als voorbeeld in de Windows-SDK opgenomen. De versie in de SDK is echter niet exact gelijk aan de versie die met Windows wordt verscheept. WordPad beschikt sinds 2009 over een lint.
- Nationale Bibliotheek van Tsjechië: ph680891